# Nanjiao, Peking
Nanjiao (kinesiska: 南窖, 南窖乡) är en socken i Kina. Den ligger i Fangshan i storstadsområdet Peking, i den norra delen av landet, omkring 52 kilometer väster om stadskärnan. Antalet invånare är 3 739. Befolkningen består av 1 844 kvinnor och 1 895 män. Barn under 15 år utgör 11,0 %, vuxna 15-64 år 75 %, och äldre över 65 år 12,0 %.